# Rödersheim-Gronau
Rödersheim-Gronau est une municipalité de la Verbandsgemeinde Dannstadt-Schauernheim, dans l'arrondissement de Rhin-Palatinat, en Rhénanie-Palatinat, dans l'ouest de l'Allemagne.